# Christian Bassemir
Christian Bassemir (* 13. März 1956 in Bad Peterstal) ist ein ehemaliger deutscher Hockeyspieler und Olympiateilnehmer 1984.
Der Torhüter Christian Bassemir wurde mit dem HC Heidelberg 1982 Deutscher Meister im Feldhockey.
Bassemir debütierte 1976 in der deutschen Hockeynationalmannschaft. Sein erster großer Erfolg war der Gewinn der Halleneuropameisterschaft 1980. Bei der Weltmeisterschaft 1981/1982 in Bombay erreichte die deutsche Mannschaft das Finale und unterlag dort der pakistanischen Auswahl mit 1:3. Nach Bronze bei der Europameisterschaft 1983 und Gold bei der Halleneuropameisterschaft 1984 fuhr er als Stammtorhüter der deutschen Mannschaft zu den Olympischen Spielen 1984 nach Los Angeles. Im Finale stand die deutsche Mannschaft erneut der Mannschaft Pakistans gegenüber. Nachdem die reguläre Spielzeit mit 1:1 geendet hatte, gelang Pakistan in der Verlängerung das 2:1, so dass sich die deutsche Hockeymannschaft mit der Silbermedaille begnügen musste. Für diesen Erfolg erhielten er und die deutsche Olympiahockeynationalmannschaft das Silberne Lorbeerblatt.
Der promovierte Mediziner ist heute als Orthopäde in Bruchsal tätig. Seit 2004 gehört er daneben dem Gutachterausschuss der Stiftung Deutsche Sporthilfe an.